# Qezel Hesar
Qezel Hesar (em persa: قزل حصار, também romanizado como Qezel Ḥeṣār e Ghezel Ḥeṣār; também conhecida como Ghiral Hisār) é uma aldeia do distrito rural de Mohammadabad, no distrito central do condado de Caraje, na província de Alborz, Irão. No censo de 2006, sua população era de 807 habitantes, em 208 famílias.

A prisão de Ghezel Hesar é uma grande prisão estadual.